# Зрозуміла помилка
«Зрозуміла помилка» (інші назви: «Село останнє», «Кому шляхи, кому дороги», «Дальнє село») — чорно-білий радянський німий художній фільм 1931 року. Фільм оповідає про класову боротьбу в селі під час створення перших колгоспів. Збереглася тільки перша частина. Роботу над фільмом почав в 1930 році режисер Іван Пир'єв. Знімальна група виїхала в Саратовську область, де становище було трагічне. Місцева влада боялася зйомок як викривального документа. Асистенти не могли навіть набрати масовку. Пир'єв на ходу переробляв сценарій, підганяючи під реальні умови. Знімальну групу саботували. В процесі роботи Пир'єва відсторонили від постановки «за протиставлення інтересів картини інтересам держави». Роботу над картиною завершив режисер Володимир Штраус.

## Сюжет
Про класову боротьбу в селі під час створення перших колгоспів. Виверткий куркуль Трифон зумів обманом захопити в односельців клин неораної землі. Селянин Максим, ватажок сільської бідноти, вступив з куркулем в боротьбу. Бідняки вирішили організувати колгосп, і за допомогою сусіднього радгоспу «Авангард» вони заорали клин землі, обманом отриманої в оренду куркулем. Трифон спробував використовувати в своїх цілях середняка Івана Тимофєєва, який під впливом куркуля зірвав збори колгоспників і міцно посварився зі своїми синами Сергієм і Петром, що приєдналися до бідноти. Вночі п'яний Іван Тимофєєв зарізав своїх корів і пішов до Трифона.

## У ролях
- Віталій Савицький —  Максим Долгов, селянин-бідняк
- Олександр Чистяков —  Іван Тимофєєв, селянин-середняк
- Олександр Громов —  голова
- Тетяна Баришева —  селянка-середнячка
- Софія Левітіна —  Ксенія
- Петро Зінов'єв —  чубатий
- М. Скавронська —  його дружина
- К. Ігнатьєва —  невістка
- Демидов —  Трифон Сидорович, куркуль
- М. Москвін —  Микола Ябеда
- Марія Шльонська — дружина Тимофєєва

## Творча група
- Режисер: Володимир Штраус
- Автор сценарію: П. Ільїн, Іван Пир'єв
- Оператор: Володимир Солодовников
- Художник: Василь Рахальс